# Conjunto histórico-artístico de Lorca
El casco antiguo de la ciudad de Lorca, englobando también el recinto del castillo, fue declarado conjunto histórico-artístico el 5 de marzo del año 1964, publicándose en el Boletín Oficial del Estado el 16 de marzo de ese mismo año, y siendo el primero de la Región de Murcia con esta distinción.
Según el artículo 20.1 de la Ley de Patrimonio Histórico Español de 1986, se obliga a los municipios a elaborar un plan de protección del conjunto histórico-artístico. Así el Ayuntamiento de Lorca elaboró el Plan Especial de Protección y Rehabilitación Integral (PEPRI), donde se definen las medidas de conservación y protección de todo el conjunto.

## Monumentos más significativos

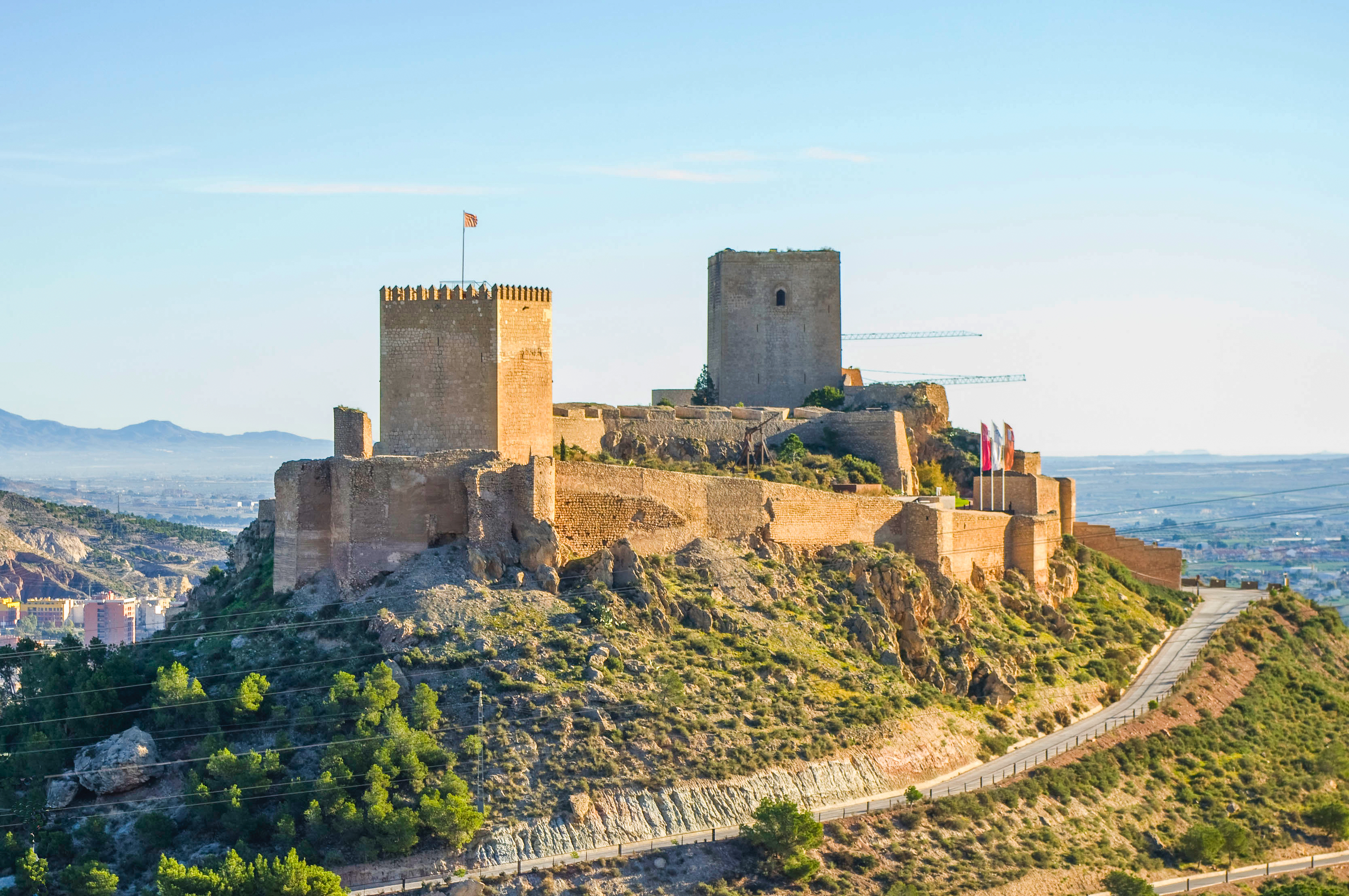
Castillo de Lorca.

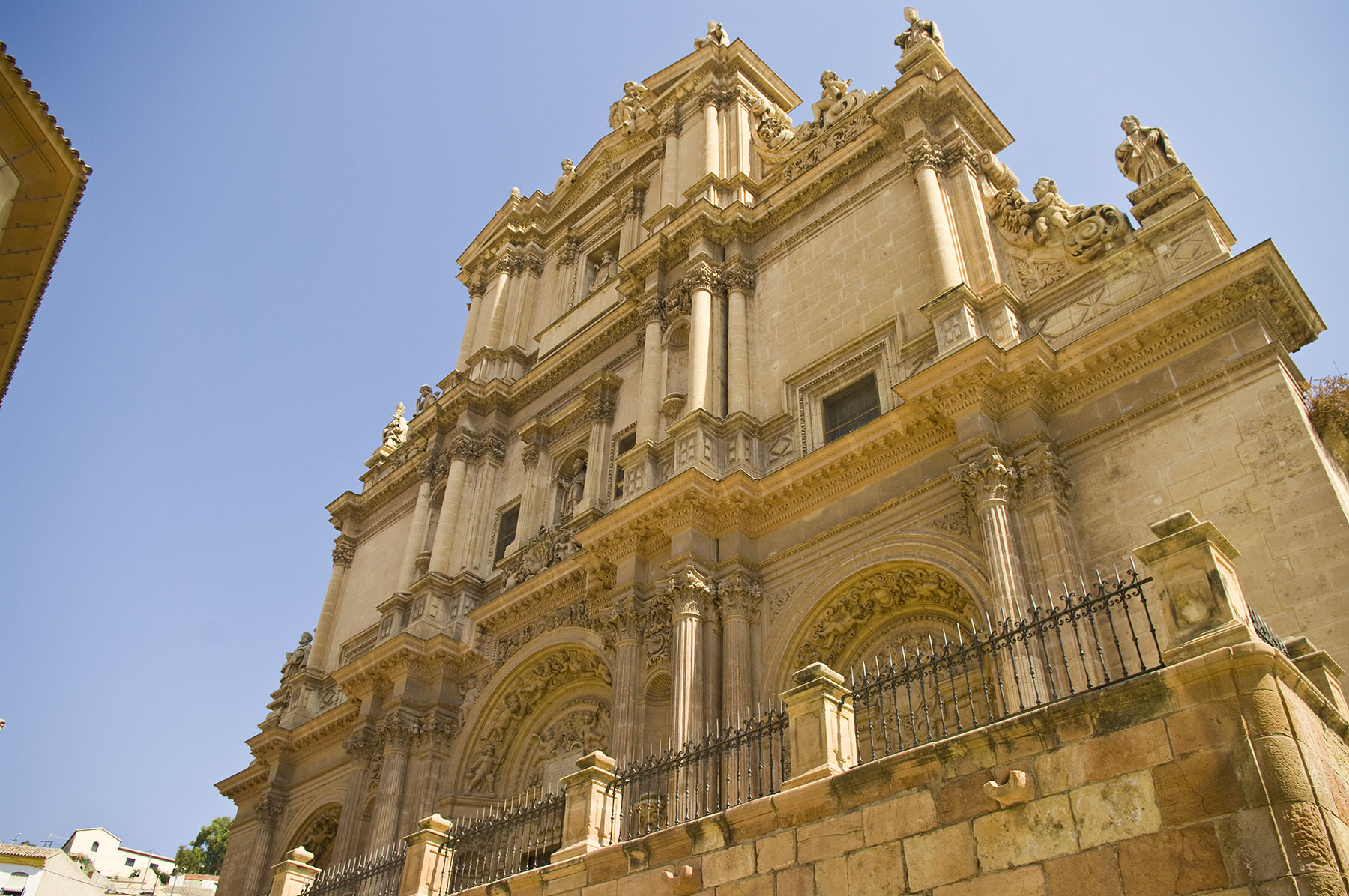
Portada de la Colegiata de San Patricio.

Quedan dentro del conjunto histórico-artístico, entre otros, los monumentos:
- Castillo de Lorca (siglo X-XVI)
- La plaza de España (siglo XVI-XVIII) es el centro neurálgico del casco histórico de Lorca. Allí se integran dos edificios emblemáticos: el ayuntamiento y la colegiata de San Patricio (siglo XVI-XVIII).
- La plaza del Caño, conocida antiguamente como la plaza de la verdulería, es donde antaño se localizaban los edificios correspondientes al Pósito (siglo XVI), las carnicerías (antiguo archivo municipal) y la casa del Corregidor (actualmente juzgados de Lorca), también del siglo XVI.
- La colegiata de San Patricio (siglo XVI-XVIII) es la construcción eclesiástica más importante de Lorca. Fue declarada Monumento Histórico Artístico en 1941.
- Casa consistorial de Lorca (siglo XVI-XVII), edificio del siglo XVII construido inicialmente como prisión real por Alonso Ruiz de la Jara.
- Palacio de Guevara o casa de las Columnas (siglo XVII-XVIII)
- La Muralla Medieval y el Porche de San Antonio rodean el castillo. El porche de San Antonio (también conocido como puerta de San Ginés) es una  puerta medieval de acceso al recinto fortificado. Data de finales del siglo XIII y comienzos del siglo XIV.
- Teatro Guerra es el teatro más antiguo de la Región de Murcia, inaugurado en 1861.
- Conjunto Monumental Santo Domingo, (siglo XVII-XVIII).
- La Iglesia de San Francisco, originalmente del siglo XVI, sufrió severas reformas que han modificado casi completamente su arquitectura inicial. Posee una fachada clasicista y un interior mayoritariamente barroco
- Casino Artístico y Literario, edificio singular de aspecto andaluz, diseñado por el lorquino Manuel Martínez.
- Casa-Palacio de los Salazar-Rosso (siglo XVI-XVII), sede del Museo Arqueológico Municipal de Lorca.